# Zoli Ádok
Zoltan „Zoli” Ádok (ur. 22 marca 1976 w Segedynie) – węgierski piosenkarz, tancerz i aktor

## Życiorys
W 2000 rozpoczął karierę taneczną od występów z Le Dance Contemporary Dance Music Company. Występował w musicalach: Fame, Koty, Józef i cudowny płaszcz snów w technikolorze. W 2008 wydał debiutancki album studyjny pt. Tánclépés. W 2009, reprezentując Węgier z utworem „Dance with Me”, zajął 15. miejsce w półfinale 54. Konkursu Piosenki Eurowizji w Moskwie.

## Dyskografia
Albumy studyjne
- Tánclépés (2008)
- Három álom (2011)